# Zelda II: The Adventure of Link
Vous lisez un « article de qualité » labellisé en 2016.
Zelda II: The Adventure of Link (ou simplement Zelda II ou The Adventure of Link) est un jeu vidéo de type action-RPG développé et édité par Nintendo en janvier 1987 au Japon sur Famicom Disk System, l'extension de la Famicom. Il s'agit du deuxième épisode de la série The Legend of Zelda, suite directe du jeu éponyme sorti un an auparavant. Il est porté sur NES et édité fin 1988 aux États-Unis et en Europe.
Quelques années après la victoire de Link dans le premier opus, le royaume d'Hyrule est mis à mal par les sbires de Ganon qui cherchent à mettre la main sur Link, afin d'accomplir la résurrection de leur chef. Link repart à l'aventure pour trouver la Triforce du Courage qui va lui permettre de réveiller la princesse Zelda, endormie depuis de nombreuses années par un sort maléfique, et empêcher le retour de Ganon.
Zelda II est un jeu d'action-RPG alternant des phases d'exploration sur une carte du monde en vue de dessus et des phases d'actions en vue à défilement horizontal. La vue latérale, imaginée par Shigeru Miyamoto, est une nouveauté, tout comme l'atmosphère plus mature ou l'ajout d'éléments de jeu de rôle empruntés à Dragon Quest tels que le système d'expérience, la magie, la puissance de l'attaque et le niveau de vie. Nintendo met en place un système de combat novateur, basé sur la hauteur d'attaque et de défense, mais qui permet aussi d'attaquer tout en sautant vers le haut ou vers le bas. Le système de progression des aptitudes et la complexité des combats font de Zelda II un jeu à la difficulté élevée.
Zelda II se vend à 4,4 millions d'exemplaires, ce qui en fait une des meilleures ventes de la NES. À sa sortie, le jeu est très bien accueilli par la presse spécialisée qui considère que l'ajout de phases de jeu en vue latérale et d'éléments de jeu de rôle sont des avancées significatives qui en font un jeu « incontournable ». Les critiques notent cependant que les changements apportés dénotent radicalement du premier jeu de la série qui a pourtant posé les bases du jeu d'action-aventure et obtenu un succès commercial phénoménal avec 6,5 millions d'exemplaires vendus. Le jeu surprend les fans comme une partie des observateurs, qui considèrent par la suite le jeu comme le mouton noir de la série. Miyamoto déclare en 2013 que ces changements sont principalement dus au renouvellement quasi complet de l'équipe de développement, à la limitation des capacités de la NES et au développement du jeu en lui-même, qui n'a pas su dépasser le stade des idées proposées au départ. Il exprime également ses regrets concernant ce jeu pour lui non abouti et estime que l'équipe aurait pu faire plus.
Le jeu est par la suite réédité en 2003 sur GameCube dans la compilation The Legend of Zelda: Collector's Edition, et sur Game Boy Advance dans la série NES Classics en 2004. Une nouvelle vague de réédition a lieu avec la version dématérialisée en janvier 2007 sur la console virtuelle de la Wii, en 2011 sur celle de la Nintendo 3DS en tant que programme Ambassadeur et en 2012 en sortie classique, puis en 2013 sur celle de la Wii U. Lors des diverses rééditions en téléchargement sur les plates-formes de jeu Nintendo, les critiques s'accordent à dire que le jeu comporte des défauts évidents comme des visuels datés, une difficulté accrue, un changement de vue rebutant, mais qu'il propose une aventure décente et addictive, qui a su apporter des éléments novateurs repris dans certaines suites de la série.
Zelda II amène beaucoup d'innovations, comme les villes et leurs personnages non-joueurs proposant des quêtes, et même si certains aspects du jeu sont abandonnés par la suite, d'autres sont repris dans les opus suivants. Miyamoto estime malgré tout que l'équipe aurait pu faire mieux ; cette déception pousse Nintendo à faire de The Legend of Zelda: A Link to the Past (1991) un jeu plus proche de The Legend of Zelda. Nintendo considère aujourd'hui A Link to the Past comme la véritable suite de The Legend of Zelda, et The Adventure of Link comme une histoire parallèle relatant les événements qui surviennent dans la vie de Link après ceux de The Legend of Zelda. Par ailleurs, la phrase « I am Error », prononcée par un habitant d'une des villes fictives, est devenue un mème Internet. Considérée comme une erreur de traduction et moquée comme telle, elle est reprise dans différents jeux et médias.

## Trame

### Contexte
Zelda II: The Adventure of Link est la suite directe du jeu The Legend of Zelda sorti un an plus tôt en 1987. Les évènements qui se déroulent dans Zelda II prennent place après ceux qui surviennent dans ce premier épisode. Le jeu se situe donc à la fin de la chronologie de la série qui considère que Link a été incapable de vaincre Ganon dans l'épisode Ocarina of Time. Si Nintendo veut au départ faire du jeu une suite directe, la firme japonaise le considère désormais plutôt comme ce qui se passe en parallèle dans la vie de Link à ce moment-là,,.

### Univers
L'action se déroule dans le royaume d'Hyrule, inventé par Shigeru Miyamoto qui puise son inspiration dans son enfance alors qu'il s'amuse en explorant la ville de Kyoto, ses grottes, ses champs et ses forêts. Dans Zelda II, le royaume est composé de vastes territoires à explorer, agrémentés de montagnes et de plaines sur lesquelles courent des chemins et des rivières, ainsi qu'une île labyrinthique. Le personnage rencontre différents terrains aux environnements variés, composés de reliefs ou de végétations (route, herbe, forêt, désert, rivière, marécage, montagne, cimetière…),. Les palais et donjons d'Hyrule sont non-linéaires et vastes,.

### Personnages et ennemis
Le héros Link est créé par Shigeru Miyamoto, conçu pour ressembler à n'importe quel quidam afin d'être facilement identifiable par tous les joueurs. Au départ de la série, l'équipe pense à un grand chapeau et de grand oreilles, et s'oriente naturellement vers le design d'un elfe. De plus, les oreilles pointues qui rappellent le personnage de Peter Pan, pousse Miyamoto, qui apprécie l'univers Disney, et les développeurs, à s'en inspirer plus ou moins pour réaliser le personnage de Link, et reprennent notamment la couleur verte de sa tenue. Il ne parle jamais et chaque histoire créée autour de lui par Nintendo traite plus ou moins de son passage à l'âge adulte ou y fait au moins référence. Link est un orphelin de classe modeste âgé de presque 16 ans. Armé de son épée et de son bouclier, courageux face au danger, il est poussé par le destin à de grandes responsabilités. Il est l'élu, marqué du symbole d'Hyrule, celui qui doit ramener la paix dans le royaume. Dans Zelda II, il est toujours vêtu de vert, mais il est plus grand et avec des cheveux plus longs que dans les autres épisodes de la série. C'est le dernier épisode dans lequel le bouclier de Link arbore une croix,. Zelda, la princesse du royaume, tombe de son côté dans un profond sommeil et n'en ressort qu'à la fin du jeu. Chaque époque de la série The Legend of Zelda possède sa propre Zelda, comme son propre Link. Dans Zelda II, la princesse est la première du nom, l’ancêtre de toutes les autres. La tragédie que subit la princesse Zelda pousse le jeune roi de l'époque à décréter que toutes les descendantes de la lignée devraient porter le nom de Zelda,,,,.
Dark Link est un antagoniste mystérieux et menaçant qui fait sa première apparition en tant que boss final dans Zelda II. C'est le reflet maléfique de Link, il a des yeux rouges et est entièrement habillé de noir. Dark Link et la créature appelée Thunderbird sont les boss de fin du jeu. Ganon, l'adversaire principal de Link, figure dans le scénario mais n’apparaît pas dans le jeu, bien que ses sbires soient nombreux. Le joueur combat divers personnages récurrents de la série, comme les moblins, les stalfos et les octorocks. Dans la forêt, Link affronte des démons lanceurs de javelot, des araignées descendant des arbres et des oiseaux ; dans le désert, il rencontre des bêtes rampantes, des coléoptères et des démons lançant des boomerangs ; les grottes comportent des chauve-souris et les cimetières des vampires et fantômes ; dans les plaines, Link croise des blobs dans la carte du monde, et fait face à des squelettes et des chevaliers dans les donjons. Chacun de ces ennemis possède un comportement qui lui est propre,,,,,.

### Scénario

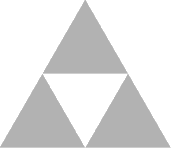
L'emblème du royaume (symbole de la Triforce) apparait sur le dos de la main de Link. C'est le point de départ de son aventure.

Après un combat mortel contre Ganon, Link réussit à s'emparer de la Triforce et à délivrer la princesse Zelda. Plusieurs mois passent, et malgré la défaite de Ganon, ses alliés continuent à faire régner la terreur sur un royaume d'Hyrule en ruine, dans l'espoir de son retour. Le seul moyen de le ramener à la vie est de retrouver Link et verser son sang sur ses cendres,.
À l'approche du seizième anniversaire de Link, l'emblème du royaume apparaît sur le dos de sa main. Il consulte Impa, la nourrice de Zelda, qui, bouleversée et effrayée à la vue de cette marque, l'emmène au Château du Nord. Après avoir traversé un passage secret de sa connaissance, elle l'amène dans une chambre où dort une jeune fille et lui révèle la légende de Zelda,.
Avant que le royaume ne soit divisé, le roi d'Hyrule assurait la paix grâce au pouvoir de la Triforce. Mais à sa mort, le prince héritier n'en reçu qu'une partie, et malgré ses recherches, il ne parvint pas à retrouver les morceaux manquants. Un magicien lui révèla alors que le roi avait fait des confidences au sujet de la Triforce à la princesse Zelda, mais cette dernière refusa de lui révéler quoi que ce soit. Le magicien menaça alors de lui jeter un sort si elle ne disait rien, puis mit ses menaces à exécution malgré les protestations du prince, plongeant la princesse Zelda dans un profond et éternel sommeil. Empli de chagrin, le prince la fit placer dans la salle, dans l'espoir qu'elle puisse se réveiller un jour, et, pour que personne n'oublie cette tragédie, il ordonna que toutes les filles de la famille royale qui naîtront portent désormais le nom de Zelda,.
Impa donne alors à Link un parchemin portant l'emblème royal et six cristaux, que sa famille conserve depuis des générations. Le parchemin, qui contient le secret de la Triforce, est écrit dans une langue ancienne que personne ne connaît ; toutefois, le porteur de la marque peut la comprendre. Link regarde alors le parchemin et arrive à le lire, bien qu'il n'ait jamais vu les caractères inscrits. Le parchemin lui révèle que trois sortes de Triforces existent, « Pouvoir », « Sagesse » et « Courage », que les deux premières sont dans le royaume d'Hyrule, mais que la Triforce du Courage est cachée dans un endroit secret. La Triforce est destinée au plus digne, qui doit être fort et animé par des pensées pures. Cette personne n'ayant pas été découverte, un sort a été jeté sur Hyrule et un jour, un jeune garçon qui possédera ces capacités verra apparaître une marque sur sa main. Le parchemin indique enfin que la Triforce du Courage est cachée dans le grand palais sur la plus grande île d'Hyrule, située dans la vallée de la mort. Cependant, le palais est protégé par une « force paralysante ». Pour y pénétrer, Link devra vaincre les gardiens des six palais d'Hyrule et placer un cristal sur la statue de chaque palais. Il devra ensuite combattre le dernier gardien pour obtenir la Triforce du Courage. Le porteur de la marque est le seul qui puisse obtenir la Triforce, le seul espoir d'Hyrule. Sa lecture terminée, Impa implore Link de réunir la Triforce, de ramener la paix sur Hyrule, et lui déclare que le sort qui envoûte Zelda sera certainement brisé si la Triforce est de nouveau assemblée. Link accepte le défi, et part en quête de la Triforce, alors que les alliés de Ganon rassemblent de nouvelles armées du monde des profondeurs et préparent son retour,.
Après avoir replacé les cristaux dans les six palais du royaume d'Hyrule et vaincu le dernier gardien du grand palais, Link affronte son double sombre appelé Dark Link. Après sa victoire, Link obtient la Triforce du Courage et retourne auprès de la princesse Zelda. La Triforce est reconstituée et Zelda est réveillée,.

## Système de jeu

### Généralités
Zelda II: The Adventure of Link est un jeu d'action-RPG, qui mélange des éléments de jeu de plates-formes et de jeu vidéo de rôle. Il diffère fondamentalement des autres opus de la série The Legend of Zelda même s'il garde quelques similarités : il intègre en effet une alternance entre des phases de jeu en défilement horizontal et l'affichage d'une carte du monde en vue de dessus avec une caméra éloignée, alors que le premier opus propose uniquement un monde en vue de dessus. Le jeu dispose d'un système de combat stratégique, un système de « continue » basé sur les vies, un système de points d'expérience, des sorts de magie et des interactions avec les personnages non-joueurs,.
Le joueur doit explorer six donjons et six villages répartis dans le royaume d'Hyrule afin de récupérer la Triforce du Courage, cachée dans le grand palais. Chacun des donjons est constitué de répétitions de phases d'affrontements avec des ennemis et d'un combat avec un boss. Chaque victoire contre ces boss permet de récupérer des items. Le côté exploration de The Legend of Zelda est partiellement présent, grâce aux donjons non-linéaires, aux passages secrets, aux lieux et objets cachés sur la carte du monde. Link doit aussi rendre service à certains villageois pour avancer dans sa quête ou apprendre de nouvelles techniques, en allant chercher des objets ou en sauvant quelques-uns d'entre eux,,,,. À l'écran en haut et de gauche à droite s'affichent, uniquement en vue latérale, les niveaux d'attaque et de magie et la barre de magie, le niveau de vie et la barre de vie avec les points d'expérience en cours. Une fenêtre peut être ouverte et permet d'afficher le nombre de vies, les magies utilisables et les items acquis. Aucune interface n'est affichée lors des phases sur la carte du monde.

### Carte du monde et défilement latéral
Zelda II alterne deux modes de vue. Le jeu se présente sous la forme d'une carte du monde en vue de dessus, qui sert de zone centrale de desserte pour d'autres zones. Le personnage s'y déplace pour se rendre dans les différents lieux à visiter dans le cadre de la quête principale ou rencontrer des ennemis pour obtenir des points d'expérience. Quand le personnage accède à une nouvelle zone comme une ville ou s'il rencontre un ennemi, le jeu se fige quelques secondes et reprend dans une vue en défilement horizontal. Sur la carte du monde, le terrain est constitué d'un quadrillage invisible de carrés de différentes nature (terre, herbe, désert, forêt, montagne…) qui déterminent la future vue latérale. Lors du changement de vue, le type de terrain où se trouve le personnage devient le lieu en vue latérale : si par exemple ce dernier se tient sur de l'herbe dans la carte du monde, il se retrouve alors dans l'herbe en défilement horizontal. La majorité de l'action se déroule dans ce second mode, alors que dans les autres épisodes de la série The Legend of Zelda, le jeu se déroule principalement sur la carte du monde. Le personnage peut être touché et mourir dans le mode en vue horizontale, par exemple en touchant la lave ou l'eau. Ce mécanisme de jeu est l'un des aspects adaptés du jeu vidéo de rôle dans Zelda II,.
Dans la carte du monde, des symboles de monstres errants apparaissent, se déplacent et poursuivent le personnage. Un combat commence dans l'environnement correspondant si Link vient à toucher l'une de ces formes (sauf quand il se trouve sur un terrain « chemin »). Certains endroits semblent normaux, mais quand le personnage passe dessus, il déclenche une phase en vue horizontale, et peut y trouver des objets cachés (vie ou magie maximale en plus, expérience), des personnages non-joueurs ou des ennemis. L'exploration des villages et des donjons se déroule également en vue latérale,.

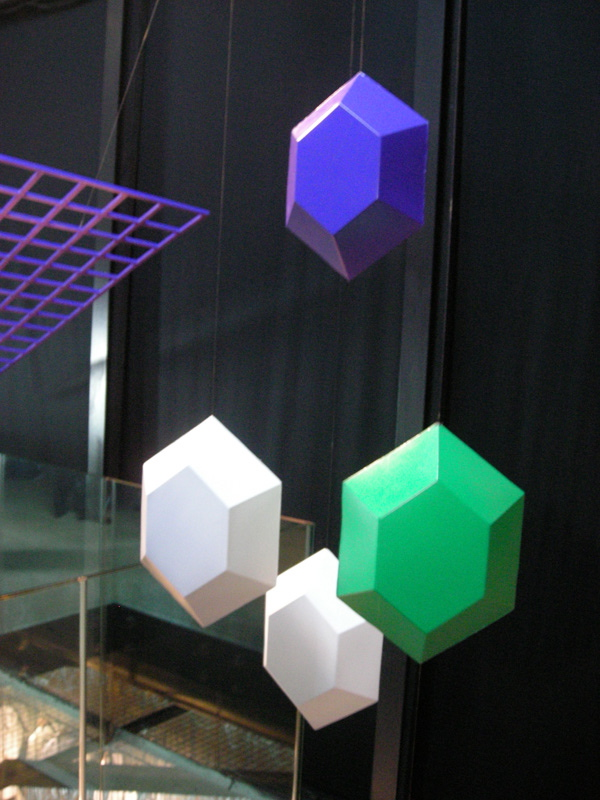
Dans Zelda II : The Adventure of Link, les rubis, emblématique monnaie de la série, n'ont pas cours. Le joueur trouve ou gagne des objets, mais n'achète rien.

### Combats
Le système de combat de Zelda II est plus complexe que celui de son prédécesseur. Le personnage, armé d'un bouclier et d'une épée, peut alterner les positions debout ou accroupie, mais aussi sauter afin d'atteindre ses ennemis ; par défaut, il reste en position de défense, bouclier brandi. Les deux positions doivent être adaptées à l'ennemi aussi bien en attaque qu'en défense, afin de permettre au personnage de se protéger en repoussant les assauts avec le bouclier ou d'attaquer avec son épée en fonction des points faibles ou de la hauteur où est située la protection de son ennemi. La hauteur des attaques joue par conséquent un grand rôle dans les combats, d'autant plus que de nombreux ennemis possèdent eux aussi un bouclier. Link a la capacité de sauter, ce qui lui offre la possibilité d'attaquer de grands ennemis et des ennemis dans les airs, mais lui permet aussi de fuir. Le personnage peut également asséner des coups aériens dirigés vers le bas ou vers le haut, techniques qu'il peut apprendre en visitant les villages, comme pour la découverte de nombreux pouvoirs magiques. Cette magie peut en l'occurrence lui permettre de se régénérer, sauter plus haut, augmenter sa défense, lancer des boules de feu ou se transformer en fée,.
Trois types de créatures apparaissent sur la carte du monde : un petit blob (une créature en forme de boule gélatineuse), qui correspond aux ennemis simples ; un monstre bipède, qui correspond aux ennemis plus difficiles et une fée qui place Link dans un écran simple et lui permet de récupérer de la vie. Si Link touche une de ces formes, un combat commence dans l'environnement correspondant à la tuile de la carte (marais, hautes herbes, forêts, désert…), à l'exception de la route sur laquelle aucun combat n'a lieu. Le joueur peut éviter les combats s'il le désire, en se dirigeant à l'opposé des ennemis pour quitter l'écran du mode en vue latérale,,.

### Expérience, vie et sauvegarde
Zelda II intègre un nouveau système d'expérience qui lui permet de faire progresser ses trois caractéristiques : le niveau de ses attaques, de sa magie et de sa vie.
Link acquiert des points d'expérience au fil du jeu, en tuant des ennemis ou en ramassant des sacs d'expérience, et gagne automatiquement un niveau en finissant un donjon. À chaque niveau, il peut choisir d'augmenter sa résistance, renforcer son attaque ou réduire le coût de magie de ses sorts. Les trois caractéristiques possèdent jusqu'à huit niveaux indépendants et requièrent chacune un nombre de points d'expérience différent, qui augmente à chaque niveau. Quand le joueur atteint le maximum de points d'un attribut, il peut choisir de l'augmenter ou de conserver les points pour atteindre le niveau supérieur d'un autre attribut. Quand le personnage a atteint le maximum des huit niveaux, les points d'expérience qu'il récolte lui offrent des vies supplémentaires, sans pour autant faire progresser cet attribut. Parallèlement à l'expérience, le personnage commence la partie avec quatre conteneurs de cœur et quatre conteneurs de magie et peut en posséder jusqu'à huit chacun, augmentant ainsi de façon permanente ses points de vie et de magie,.
Link commence chaque partie au château d'Hyrule avec trois vies. S'il perd toutes ses vies, la partie est finie et Ganon ressuscite. Le joueur repart donc du début, sauf au grand palais. Lorsque le personnage meurt ou la partie est sauvegardée, la cartouche enregistre le niveau atteint, mais les points d'expérience accumulés depuis le précédent palier ne sont pas pris en compte. Dans la version japonaise, les niveaux de Link reviennent tous à la valeur de la caractéristique la plus basse ; en contrepartie, le joueur peut choisir librement quelle caractéristique augmenter, et doit obtenir moins de points d'expérience pour progresser d'un niveau. Certains ennemis peuvent retirer des points d'expérience au personnage s'ils le touchent, mais sans lui faire changer de niveau,.
Comme dans le premier jeu, Zelda II permet la sauvegarde de trois parties distinctes sur la cartouche. Lorsque le jeu est terminé une première fois, le joueur peut recommencer la même partie en repartant du début mais en conservant les niveaux d'expérience atteints, les techniques de combats et les sorts de magie appris. Le joueur ne conserve cependant pas les items spéciaux tels que les conteneurs de cœurs et de magie acquis ou les vies supplémentaires obtenues.

### Magie, items et items spéciaux
Le personnage doit collecter plusieurs items afin de progresser dans le jeu, de la même manière que les autres jeux de la série. Certains objets spéciaux octroient de façon permanente des capacités, cependant certains d'entre eux ne peuvent être utilisés que sur la carte du monde. Par exemple, la bougie permet de faire de la lumière, le marteau sert à casser des rochers qui obstruent certains chemins, le radeau et les bottes spéciales permettent respectivement de traverser la mer et de marcher sur l'eau, tandis que les poupées offrent des vies supplémentaires. Les jauges de magie et de vie peuvent évoluer si le joueur trouve des réceptacles de magie ou de vie. Ce dernier doit accomplir des quêtes annexes afin d'aider les personnages non-joueurs des villages à récupérer des items en échange de récompenses (une statue, un miroir, une potion de vie). Certains sorts et items sont obligatoires pour franchir certaines difficultés. En outre, le sort de vie est essentiel dans la mesure où les fées permettant de récupérer de la vie sont très rares,,,.
En lieu et place de l'utilisation de certains items dans le premier jeu de la série, Zelda II intègre huit sorts de magie que Link peut utiliser durant les phases d'action. Le sort appelé « feu » permet à Link de lancer une boule de feu avec son épée et le sort nommé « tonnerre » anéantit tous les ennemis à l'écran. Plusieurs sorts modifient Link ou ses capacités : « fée » le transforme en fée et « bond » augmente la hauteur de ses sauts. Deux sorts aident Link au combat : avec le « reflet », le bouclier protège de projectiles contre lesquels il est normalement inefficace et reflète les pouvoirs des magiciens, et lorsque « bouclier » est utilisé, les dégâts infligés par les ennemis diminuent temporairement. Le sort « sortilège » a plusieurs effets dont la transformation des ennemis en petits monstres inoffensifs et « vie » permet à Link de récupérer de la vie. Chaque sort peut être appris auprès des sages de chacun des huit villages du royaume d'Hyrule,.

## Développement

### Une équipe réduite et renouvelée
Nintendo profite du succès de The Legend of Zelda, et développe rapidement une suite. Zelda II sort moins d'un an après le premier épisode, le temps de développement d'un jeu vidéo est plus court à l'époque, et demande également moins de temps et de ressources tant humaines que financières.

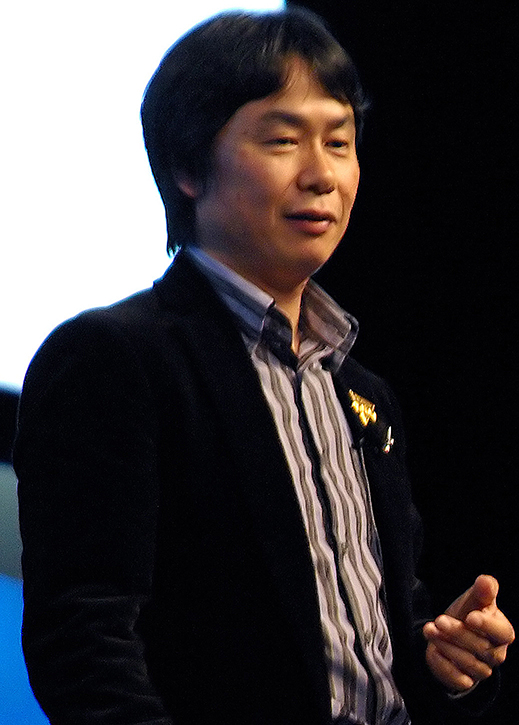
Shigeru Miyamoto, le créateur de The Legend of Zelda, est producteur de Zelda II : The Adventure of Link.

Zelda II est produit par Shigeru Miyamoto et l'équipe de développement est réduite et renouvelée,, principalement composée de nouvelles recrues. L'équipe du jeu original prend ses distances avec la série naissante The Legend of Zelda, afin de travailler sur les suites du raz-de-marée Super Mario Bros. qu'elle a également développé et laisse la licence à une équipe encore inexpérimentée. Tadashi Sugiyama, dont c'est le premier projet chez Nintendo, est le réalisateur du jeu, en collaboration avec Yoichi Yamada. Sugiyama est entré à Nintendo en 1983 et a travaillé en tant que designer sur Baseball, et Yamada n'a réalisé que des tâches plus techniques depuis son entrée en 1985. Ce duo est secondé par Kazunobu Shimizu, futur créateur de F-Zero. Takashi Tezuka est reconduit au script et à l'écriture de l'histoire. La musique est composée par Akito Nakatsuka.

### Des influences externes et des changements importants
Malgré le succès de The Legend of Zelda et l'influence qu'a eue ce jeu sur le genre action-aventure, Nintendo décide de faire substantiellement évoluer le concept pour le second jeu de la série.
Les nouveautés de Zelda II résultent des critiques faites par les joueurs au jeu Super Mario Bros.: The Lost Levels, le deuxième jeu de la série Super Mario Bros. seulement sorti au Japon en 1986. Seulement neuf mois après la sortie de Super Mario Bros., Nintendo lance sa suite, mais qui reste en tous points identique au premier épisode. Le jeu n'offre que le même gameplay, les mêmes graphismes, avec seulement quelques nouveaux monstres et pièges dans de nouveaux niveaux. Le jeu est assez mal accueilli par les joueurs, dont les commentaires font l'état d'une déception certaine, beaucoup estimant que Nintendo se repose sur ses lauriers en proposant très peu de nouveautés. Le jeu ressemble plus à une extension qu'à une véritable suite. Pour ne pas réitérer cette erreur, Nintendo demande à Miyamoto d'innover, qui décide d'en faire un jeu fondamentalement différent de son prédécesseur,,.
L'équipe considère alors que ce qui fait l'âme du jeu est l'univers, son histoire, sa mythologie, l'aspect aventure et les énigmes et enfin les personnages. Elle estime que les graphismes et le gameplay n'auront finalement aucune importance et sont secondaires. L'idée des développeurs et de faire un jeu hybride des meilleurs jeux disponibles sur le marché à cette époque au Japon, c'est-à-dire Dragon Quest, Super Mario Bros. et bien sûr The Legend of Zelda.
Le système de jeu de Zelda II change radicalement. L'équipe décide de s'inspirer de Dragon Quest, édité par Enix, pour le système d'expérience et la magie. Le système d'évolution du personnage repose sur une progression chiffrée avec des niveaux, alors que le premier opus est basé sur l'acquisition progressive d'items. Zelda II intègre ainsi les marqueurs du jeu de rôle classique, comme les points d'expérience, la magie ou la distinction nette entre phase d'exploration et phase de combat,. Selon Sugiyama, ce système de statistiques des personnages que le joueur doit faire progresser, est un bon moyen pour rallonger la durée de vie du jeu, en l'incitant à réaliser du grinding (répéter systématiquement des combats afin de faire progresser les attributs d'un personnage, dans le but de le rendre plus puissant). Elle emprunte également la vue de dessus qui ne sert que pour les déplacements, et le concept du changement de vue lors du passage aux phases d'action. Lorsque le joueur se déplace librement dans cette carte du monde en vue de dessus et y rencontre des ennemis, l'image se fige puis redémarre et l'action se déroule alors dans une vue en défilement horizontal. L'introduction des phases à défilement latéral est un choix délibéré, résultat de la volonté d’introduire un nouveau système de combat basé sur la hauteur d'attaque et de défense. Pour se démarquer de son modèle, l'équipe décide d'afficher clairement les ennemis sur la carte et lancer les combats quand le personnage les touche, plutôt que de les déclencher aléatoirement.
Nintendo puise la vue de profil dans le genre qui l'a rendu célèbre, le jeu de plates-formes, en particulier Super Mario Bros.,. L'équipe adapte également les sauts millimétrés de Mario, en rajoutant un système de combat basé sur la hauteur,.
Si de Zelda, l'équipe conserve tout l'aspect mythologique et monde ouvert, les personnages et les donjons à explorer et les énigmes, Zelda II bénéficie d'une refonte graphique totale. Toutefois, le système de jeu écarte certains items emblématiques du premier opus comme les rubis, le boomerang ou l'arc,,.

### Une atmosphère plus mature
L'ambiance globale de Zelda II rappelle d'autres jeux majeurs de l'époque ; la palette de couleurs utilisée, les donjons ou certains ennemis, font écho à des jeux comme Super Mario Bros. ou Castlevania. L'atmosphère heroic fantasy cède la place à une esthétique grossièrement inspirée de la mythologie gréco-romaine, et Link, presque adulte, acquiert des proportions réalistes. Le ton est plus sérieux et l'ambiance moins enjouée, il n'y a plus trace d'humour dans ce qui devient plus une épopée médiévale. L'atmosphère gagne en maturité, empreinte de la volonté de Nintendo de s'adresser à un plus grand nombre et peut-être de paraître moins infantilisant. Cette orientation plus mature est déjà présente dans le jeu Metroid, sorti un an plus tôt,.
Un autre changement d'orientation opéré sur Zelda II, comme pour Metroid, concerne l'augmentation de la difficulté. Alors que The Legend of Zelda est très accessible, Zelda II est très exigeant, avec des ennemis résistants, des donjons plus vastes et avec la nécessité de faire progresser les attributs du personnage,. En 2016, Sugiyama déclare qu'à l'époque les jeux n'avaient pas beaucoup de contenu, et les rendre difficile était un moyen d'en prolonger la durée de vie. Il précise aussi que lui et les concepteurs se sont eux-mêmes occupés du déboguage du jeu, ce qui leur a permis d'atteindre un niveau de maitrise élevé. La difficulté finale du jeu est donc adapté à leur niveau de jeu.
Cette démarche est confirmée par la suite quand Nintendo présente la NES comme un appareil électronique plutôt qu'un jouet aux États-Unis.

### Un résultat limité par la qualité de son développement et les capacités de la plate-forme
Shigeru Miyamoto déclare au sujet du développement que chaque jeu qu'il a créé s'est amélioré durant son processus de développement, au fur et à mesure que des bonnes idées ont été amenées, mais que « Zelda II fut une sorte d'échec ». Contrairement à The Legend of Zelda, il est l'exact résultat de ce que l'équipe a voulu créer au départ. En 2013, il affirme également qu'il n'a jamais fait de mauvais jeu, mais concernant Zelda II, l'équipe aurait pu faire plus,. De son propre aveu, Zelda II est « un petit caillou dans sa chaussure ».
Pour Miyamoto, le jeu est aussi le résultat des capacités limitées de la NES. Le développement de Zelda II était un challenge par rapport aux capacités techniques de la plate-forme. Il aurait voulu accélérer les temps de chargement entre les phases en défilement latéral et celles de la carte du monde, en vue de dessus, mais les capacités matérielles n'ont pas permis de le faire. Miyamoto regrette également que l'équipe n'ait pu intégrer des ennemis plus imposants dans le jeu, du fait des limitations de la NES.

## Bande-son
La bande-son de Zelda II est réalisée par Akito Nakatsuka, qui a notamment créé la bande sonore d’Ice Climber et collaboré sur Devil World avec Koji Kondo, le compositeur de la bande son du précédent épisode et de plusieurs suites de la série The Legend of Zelda. Toutes les musiques sont renouvelées, excepté le début du thème de la carte du monde, qui est repris du premier épisode. Zelda II est le seul jeu de la série qui ne comporte aucune musique de Kondō, ce qui donne à la bande son une sonorité tout à fait différente des autres opus de la série.
Le thème musical des donjons « temple theme » est fortement inspiré d’un passage du morceau Cannonball du groupe Supertramp, sorti plus tôt en 1985.
Quelques titres de la bande sonore sont regroupés dans plusieurs compilations, en 1987 dans Famicom Music Vol.2 puis en 1990 dans Game Music Graffiti. En 2004, la bande originale complète est commercialisée dans la série Game Sound Museum ~Famicom Edition~ sous le titre Game Sound Museum ~Famicom Edition~ S-4 Adventure of Link.

## Commercialisation

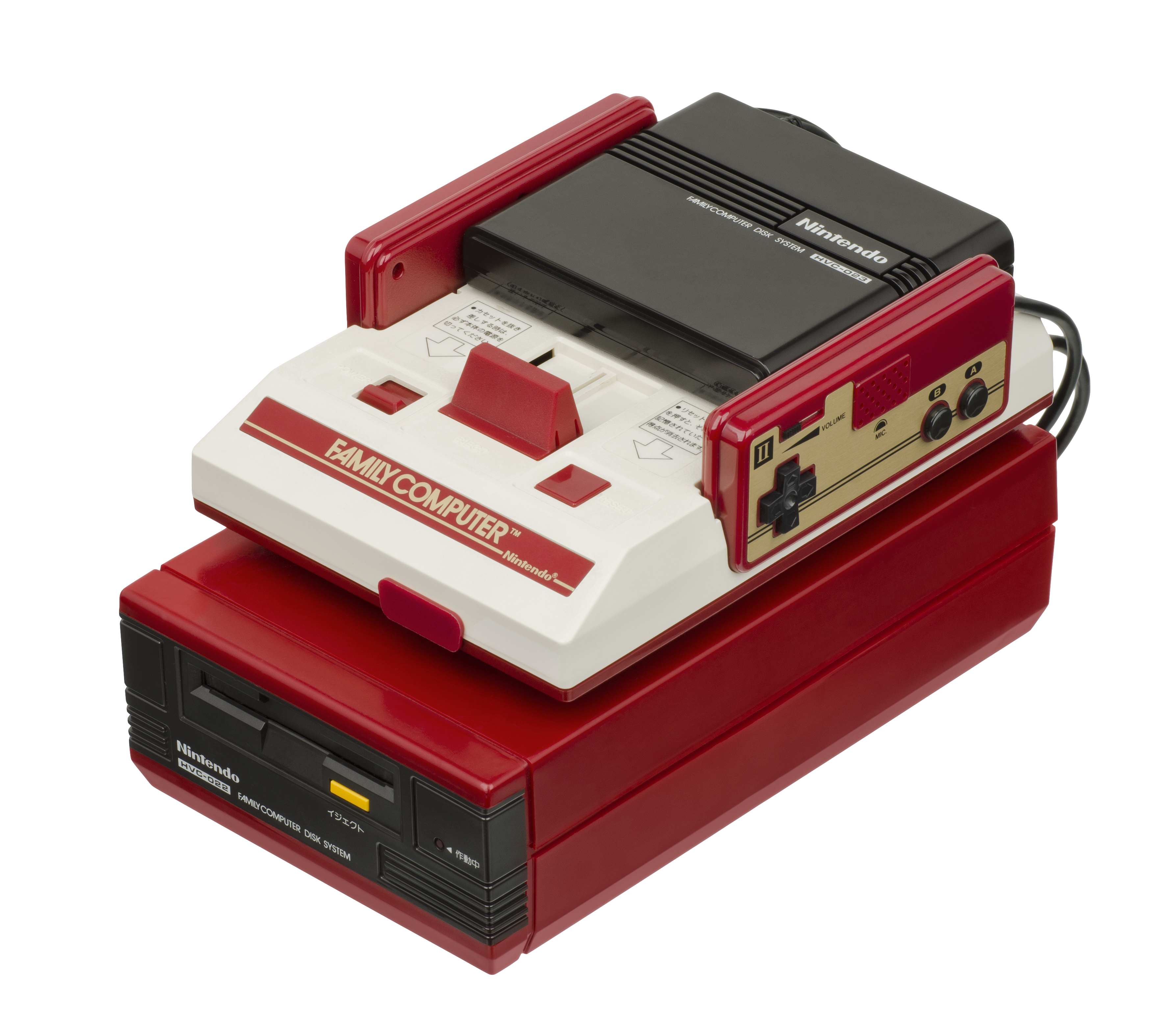
Zelda II : The Adventure of Link sort d'abord sur Famicom Disk System en janvier 1987.

Zelda II: The Adventure of Link est édité par Nintendo sur Famicom Disk System, l'extension de la Famicom, en janvier 1987 au Japon, sous le titre The Legend of Zelda 2 リンクの冒険 (The Legend of Zelda 2: Rinku no bōken). Le jeu est édité plus d'un an et demi après, à la fin de l'année suivante, sur support cartouche pour la NES en Amérique du Nord et en Europe. À cette occasion, Nintendo commercialise le jeu dans une cartouche de couleur dorée. La date de sortie du jeu en Europe est variable selon les pays en raison de méthodes de distribution différentes et propres à chaque pays,. En France, The Adventure of Link est le jeu Nintendo le plus attendu à l'époque. Nintendo France annonce en janvier 1990 dans sa revue gratuite Club Nintendo la sortie de Zelda II en avril 1990. Le jeu sort effectivement à la mi-avril 1990, mais au compte-gouttes, pour les mêmes problèmes d'approvisionnement que subit The Legend of Zelda lors de sa sortie — des pénuries régulières de ROM et une politique de distribution peu axée sur l'Europe —, ce qui crée régulièrement des ruptures de stock malgré les milliers de cartouches arrivant et se vendant aussitôt.
Comme pour The Legend of Zelda, les versions Famicom Disk System et NES comportent quelques différences. Dans la version NES, quelques couleurs ou écrans ont été changés et des donjons ont été repensés ; l'absence dans la NES de certains processeurs sonores, présents dans la Famicom Disk System, l'empêche de jouer certaines musiques ; l'attribution des points d'expérience, identiques dans la version FDS pour toutes les compétences, est rééquilibrée sur NES, modifiant considérablement le level-up.
Zelda II est porté et réédité par Nintendo dans la compilation The Legend of Zelda: Collector's Edition sortie sur GameCube en 2003 et sur Game Boy Advance dans la série NES Classics en 2004. Afin de les adapter à l'aspect ratio de la console portable, les fonds sont redimensionnés alors que les sprites conservent leur taille d'origine, ce qui a pour effet de légèrement les décaler de leur position originale.
Le jeu sort également en version dématérialisée : d'abord en janvier 2007 sur la console virtuelle de la Wii, puis en 2011 sur celle de la Nintendo 3DS en tant que programme Ambassadeur et en 2012 en sortie classique, puis en 2013 sur celle de la Wii U. Ces versions offrent désormais la possibilité de mettre le jeu en pause. Le jeu est réédité sur la Nintendo Switch via le service Nintendo Switch Online le 16 janvier 2019.
Zelda II est également disponible sur la réédition de la console NES, nommée NES Mini. Sortie le 10 novembre 2016, la console NES miniature permet de jouer à 30 jeux NES préinstallés.

## Accueil

### Critiques de la version originale
Lors de sa sortie, Zelda II est très bien accueilli par la critique, qui juge les ajouts que sont les phases de jeu en vue latérale, les marqueurs du jeu de rôle dont la magie et l'expérience, comme des avancées significatives, dans un jeu « superbe » et « incontournable ». Le magazine américain Computer Entertainer recommande l'achat du jeu à ses lecteurs et insiste sur sa durée de vie et la longueur de l'aventure « qu'on pratique pendant de nombreuses semaines ». Pour le magazine Tilt, Zelda II est la preuve du savoir-faire de Nintendo en matière de jeu d'action-aventure. Pour M.K. du magazine Micro News, dès les premières images et les premiers mouvements le joueur est captivé par le jeu, les innombrables choses à effectuer, les niveaux à explorer ou les monstres à affronter, et ne s'ennuie jamais. Il remarque des graphismes plutôt bien faits et des phases de jeu en défilement latéral fluides. En outre, le journaliste du magazine Video Games juge les graphismes de meilleure qualité que ceux de l'épisode précédent. Celui du magazine Tilt confirme la richesse du jeu qu'il qualifie de « fabuleux », comme l'animation et la jouabilité parfaites, qui pour lui rattrapent des graphismes qu'il juge moyens. Sans égaler son prédécesseur devenu un « monument » du jeu d'action-aventure, Zelda II n'en demeure pas moins un jeu « indispensable », qui « développe avec bonheur les aspects du jeu de rôle », mais ne laisse pas l'action de côté grâce à des phases d'adresse et de réflexion. L'univers d'Hyrule est vaste et les donjons sont immenses. Le dialogue avec les personnages non-joueurs est une donnée importante du système de jeu, tant le joueur peut obtenir de précieux renseignements,. Le magazine Joystick remarque une durée de vie de jeu trois fois supérieure à celle du précédent opus. Le journaliste qui teste le jeu juge les passages en vue à l'horizontale « beaucoup plus agréables à jouer ». Il estime gênant que le jeu ne soit pas traduit en français ce qui oblige le joueur à consulter le manuel du jeu, qui donne des détails et dévoile une partie des secrets. Pour Clayton Walnum du magazine VideoGames & Computer Entertainment, Zelda II n'est pas un jeu vidéo mais une expérience, comportant assez de lieux intéressants, d'action et d'aventure pour garder la plupart « des joueurs blasés » collés à leurs écrans. Il rajoute que Zelda II est le jeu le plus difficile qu'il ait eu à jouer. Le jeu s'avère difficile pour la majorité des joueurs, sinon impossible sans conseils ou indices. Dès l'ouverture de la boite du jeu, avec sa cartouche dorée et son livret épais en couleur, Eugene Lacey, du magazine ACE, sait déjà qu'il a un jeu de qualité entre les mains. Pour lui, Zelda II est un « conte de fée », un RPG d'une profondeur considérable, un jeu très addictif qui amène le joueur dans son univers doucement mais inexorablement. Lacey salue le système de sauvegarde et considère le jeu incontournable pour les amateurs de RPG.

### Critiques des rééditions surGameCubeetGame Boy Advance
The Legend of Zelda: Collector's Edition, compilation qui intègre Zelda II, est très bien accueillie par la presse, considérée comme un « régal » et un « incontournable » pour les fans de la série,,. Concernant Zelda II, Ricardo Torres, du site web GameSpot, signale que les sticks analogiques sont fonctionnels, comme d'autres boutons, notamment le bouton Z. Les journalistes d'IGN, voient des graphismes identiques à ceux de l'original, primitifs par nature, mais qui gardent un certain charme de la nostalgie. Selon eux, le premier jeu de la série a mieux vieilli que Zelda II, même si les deux ne sont finalement pas beaux visuellement. Le site web Gaming Target indique que les freezes et la pixellisation de l'original ont disparu et que la seule différence avec l'original est le système de sauvegarde proposé. Le site remarque également que la difficulté du jeu extrêmement élevée est toujours la même que celle du jeu sur NES.
Zelda II: The Adventure of Link sur Game Boy Advance reçoit aussi un accueil favorable, même si les critiques relèvent un jeu identique à l'original, avec des visuels datés et quelques défauts plus proéminents qu'à l'époque. Ce jeu bien accueilli à l’époque de sa sortie, est considéré depuis comme le mouton noir de la série, mais pour les journalistes, il reste un jeu divertissant avec de vraies qualités,,,. Romendil du site web Jeuxvideo.com considère que Zelda II mérite son statut de jeu culte puisqu'il bénéficie d'une sortie dans la gamme NES Classics. Pour elle, le nombre de vie limité rend le jeu difficile d'autant plus que les palais sont fallacieux et les ennemis agressifs. Les graphismes sont identiques et conservent toute « leur authenticité », comme les ralentissements, qui sont toujours présents. Romendil, qui apprécie vraiment Zelda II, trouve la bande son excellente, mais concède malgré tout que « les sonorités 8 bits semblent issues d'un autre âge ». Pour Craig Harris du site web IGN, les nouveaux éléments intégrés au gameplay étaient des idées honorables à l'époque. Il remarque une bande son identique à celle de l'original. Jeremy Parish, journaliste pour le site web 1UP.com, considère que le jeu n'a pas aussi bien vieilli que le reste de la série, mais reste une aventure divertissante, avec somme toute quelques défauts. Selon lui, Zelda II manque cependant de l'intemporalité de ses pairs et ses défauts se voient beaucoup plus qu'à l'époque. Il considère que le nombre de vie limité, qui oblige à recommencer au début du jeu en cas de défaite, est ce qu'il y a de plus frustrant, ce que confirme Jeff Gerstmann, du site web GameSpot. Selon lui, les visuels de Zelda II n'ont pas particulièrement bien vieilli.

### Critiques des rééditions en version dématérialisée
Les rééditions de Zelda II sur les différentes consoles virtuelles sont plutôt bien accueillies. L'ensemble des critiques louent les qualités et les innovations du jeu. Elle reconnaissent certains défauts, et que les changements ou choix de conception ont pu être déroutants, ce qui leur permet de comprendre l'accueil mitigé du public et de certains observateurs. Mais toutes s’accordent à dire que Zelda II est un jeu ayant un peu vieilli, mais qui conserve plein de qualités et est intéressant à jouer,,,,,,.
Le journaliste Darren Calvert du site web NintendoLife considère que le jeu comporte sa part de défauts, mais comparé à d'autres jeux NES, « il résiste très bien au fil du temps ». Il le qualifie de « tranche de l'histoire que les fans doivent jouer », mais conseille aux non-initiés de commencer par un autre jeu. Cependant, Zelda II reste une « aventure divertissante ». Pour Dan Whitehead du site web Eurogamer, qui partage cet avis, c'est une « aventure décente ». Comme Darren Calvert, il comprend bien pourquoi certains n'aiment pas ce jeu, mais même s'il ne tient plus trop la route, il trouve démesuré le niveau de dérision dans lequel il est tourné, en 2007. Lucas M. Thomas, du site web IGN, ne comprend pas non plus pourquoi le jeu a été aussi châtié depuis sa sortie, alors qu'il considère que tous ses détails comme la précision des contrôles ou la difficulté du challenge en font un jeu exceptionnel. Selon lui, si Nintendo retarde sa sortie sur la console virtuelle pour en faire symboliquement le 100e jeu publié sur celle-ci, c'est que l'entreprise japonaise en reconnait sa valeur réelle. Selon Marcel van Duyn du site web NintendoLife, Zelda II est encore très addictif en 2012. Pour Mitchell, bien que le jeu soit négligé dans l'histoire de la série, il reste assez stimulant et amusant. Chris Scullion, journaliste au site web GamesRadar+, estime que même s'il est maintenant plutôt considéré comme le mouton noir de la série, Nintendo y a introduit beaucoup d'éléments repris dans les autres opus de Zelda. Il conseille aux joueurs qui n'ont jamais joué au jeu à cause de sa mauvaise réputation de se ruer sur la console virtuelle pour le télécharger. Il considère que Link de Zelda II est le premier véritable héros de la série et justifie son titre Adventure of Link (traduction littérale « Aventure de Link »). De son côté, Alex Navarro du site web GameSpot considère que la conception atypique et certains mécanismes de jeu maladroits ne tiennent pas la route face aux autres jeux de la série ressortis sur la console virtuelle. Il s'étonne que des concepts de jeu aussi opaques puissent encore être commercialisés en 2007, même si le jeu reste acceptable et demeure une leçon d'histoire intéressante.
Concernant le système de jeu, Whitehead estime comprendre pourquoi Zelda II est mal-aimé et évoque notamment un changement de vue rebutant. Calvert trouve les donjons plus simples que dans les autres jeux de la série, et qu'ils ne nécessitent pas réellement de logique ou de problématique à résoudre mais plutôt uniquement des combats. La carte du monde est selon lui une frustration particulière pour la bonne raison que certains items importants sont cachés sans aucun indice, ce qui rend la recherche compliquée. Richard Mitchell, du site web Engadget, précise que Zelda II repose principalement sur le passage au peigne fin de la carte du monde. Si, à l'époque de la sortie, il a apprécié ce mécanisme de jeu alors qu'il était enfant, comme Calvert, il trouve maintenant ceci assez frustrant, même pour quelqu'un qui a déjà rejoué au jeu depuis cette époque. Navarro évoque des difficultés à trouver son chemin ne sachant quoi et où explorer, et estime que le joueur n'est pas assez aidé par le jeu ni les personnages non-joueurs. Zelda II peut donc se révéler une expérience déroutante.
Selon Whitehead, les visuels sont assez laids, notamment Link qui ressemble à « un gnome », alors que le premier épisode bénéficie d'un certain charme naturel. Selon Navarro, les graphismes étaient impressionnants à l'époque et conservent une certaine valeur esthétique en 2007.
Van Duyn estime le système de combat plus amusant que celui du premier épisode et loue les ajouts comme la magie et les points d'expérience. Pour Whitehead, « le combat est plus tactique, des points d'expérience sont plus utiles, et le système de magie est bien pensé ». Mitchell se rappelle certains combats contre des chevaliers bleus, qu'il considère comme les plus difficiles qu'il ait eu à faire dans un jeu vidéo et toujours aussi passionnants en 2012. Pour lui, Dark Link est encore l'un des boss les plus ardus de la série. Chris Scullion juge les combats très compliqués et que c'est la raison pour laquelle il n'a jamais été reconduit dans un jeu de la série. Navarro considère notamment la fin du jeu « ridiculement difficile ».
Navarro remarque que le système de sauvegarde d'origine est conservé mais il le qualifie d'« horrible » à utiliser. À ce sujet, Thomas, signale que la possibilité de mettre le jeu en pause, alors que ce n'était pas le cas dans la version originale, est un avantage. Plutôt que d’éteindre le jeu et de gâcher les avancées effectuées, la pause permet de ne plus perdre les points d'expérience accumulés. Van Duyn considère que si, à l'époque, le jeu semble aussi être mal-aimé à cause de sa difficulté, le système de sauvegarde ajouté permet de régler ce problème. L'obligation de repartir du début si le joueur perd est également pour Calvert, une grande frustration.
Navarro juge que quelque musiques sont belles même si elles ne sont pas aussi bonnes que certaines d'autres jeux NES.

### Ventes et distinctions

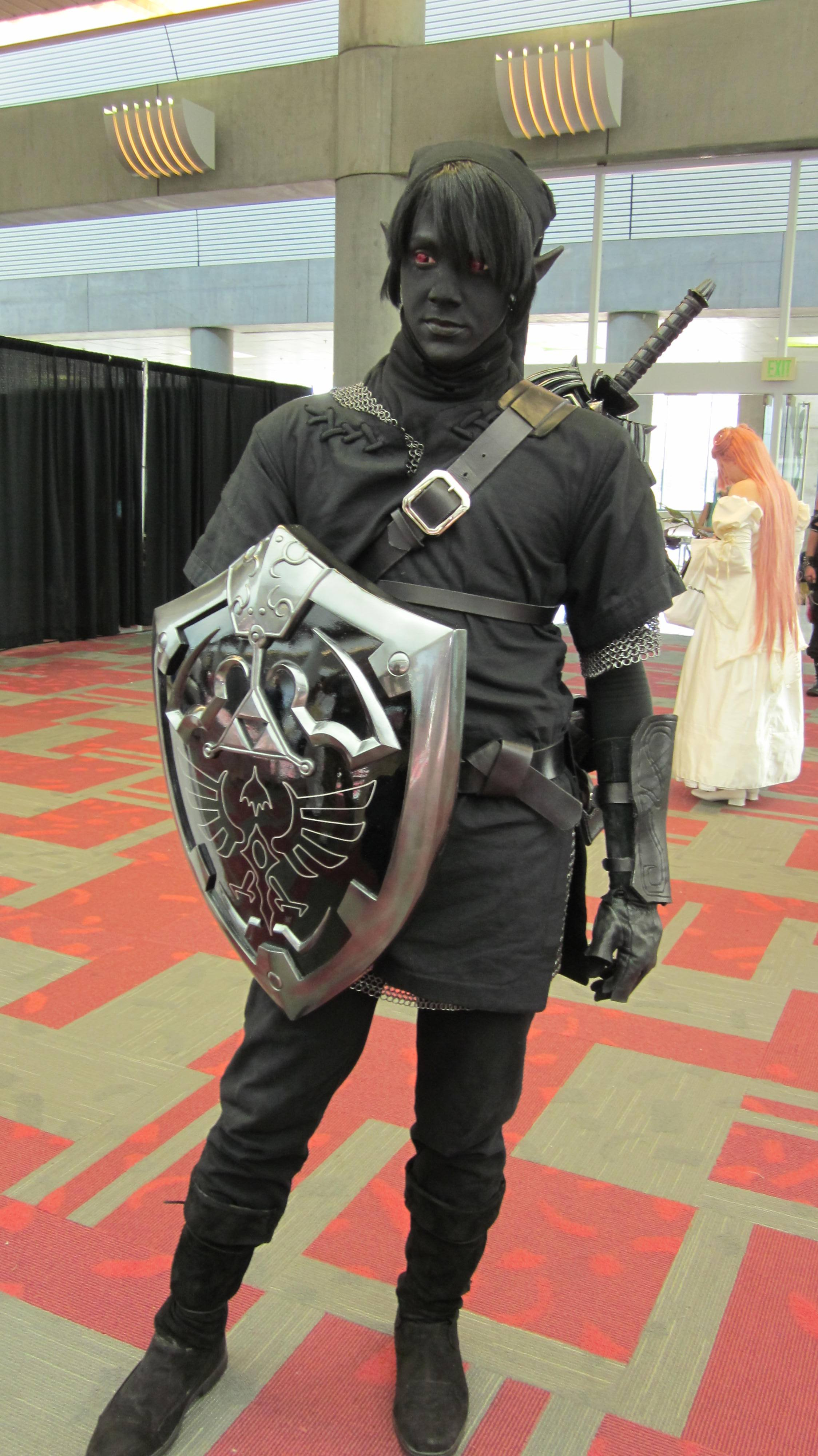
Lors du dénouement, Link combat son double sombre appelé Dark Link, pour la première fois dans la série The Legend of Zelda.

Malgré des partis-pris déconcertants qui ont pu surprendre les joueurs, le jeu demeure un succès commercial. Zelda II se vend à 4,4 millions d'exemplaires dans le monde. Au Japon, il s'écoule à 1,61 million d'exemplaires, soit quasiment autant que le premier opus de la série qui s'est vendu à 1,69 million. Mais à l'étranger, comparativement, il peine à atteindre les 3 millions de ventes, alors que The Legend of Zelda totalise presque 5 millions de copies écoulées. Le jeu reste toutefois la huitième meilleure vente de jeux pour Nintendo sur la console NES. En France, contrairement à The Legend of Zelda qui obtient un succès progressivement en France, celui de Zelda II est immédiat, en dépit des soucis d'approvisionnement.
Nintendo retarde la sortie de Zelda II en 2007, pour en faire symboliquement le 100e jeu sorti sur la console virtuelle.
Le jeu est classé 110e meilleur jeu sur une console Nintendo dans le Top 200 Games et 12e meilleur jeu NES en août 2008 par le même magazine. Zelda II reçoit le Tilt d'or du meilleur jeu d'action-aventure de 1990 par le magazine Tilt. Le site web IGN classe le jeu au 21e rang de son top 100 des meilleurs jeux NES de tous les temps et au 55e rang de son top 125 des meilleurs jeux Nintendo de tous les temps. Le site web GamesRadar+ place l'affrontement final contre Dark Link dans sa liste des meilleurs moments de la série The Legend of Zelda. Le site Game Revolution classe Zelda II au 11e rang de son top 11 des moutons noirs du jeu vidéo. Mi-janvier 2009, Joystiq place le jeu au premier rang de son top five hebdomadaire.

## Postérité

### Place dans la série, désamour des fans et qualités parfois reconnues
Selon Miyamoto, qui exprime en 2013 certains regrets concernant le jeu, Zelda II n'est pas abouti et pousse ainsi Nintendo à faire d'A Link to the Past un jeu similaire à The Legend of Zelda. En outre, Nintendo considère A Link to the Past comme la véritable suite de The Legend of Zelda, et davantage The Adventure of Link comme une histoire parallèle relatant les événements qui surviennent dans la vie de Link après ceux de The Legend of Zelda. Les changements opérés sur le gameplay de Zelda II sont impopulaires auprès des fans du premier jeu et de son système de jeu, alors que les joueurs attendaient une suite directe dans la même veine que le jeu précédent. Selon le journaliste Peer Schneider du site web IGN, même si Zelda II obtient un succès commercial non négligeable, il manque la magie du premier épisode, et le jeu ne parvient pas à capturer l'imagination des joueurs comme l'a fait The Legend of Zelda. Pour les fans du retrogaming, Zelda II est considéré « comme oublié et oubliable ». La difficulté du jeu est également l'un des reproches faits au titre. Si The Legend of Zelda n'est pas si aisé, Zelda II place la barre vraiment plus haut en termes de difficulté. Parent pauvre de la série, il reste considéré dans les mémoires comme une suite imparfaite, mais conserve cependant quelques irréductibles fans qui apprécient son système de jeu exigeant et si particulier, ou qui voient en lui des éléments repris par certaines suites,. Toutefois, certains observateurs de la presse spécialisée n'hésitent pas à clamer leur réel attachement à Zelda II, notamment la journaliste française Romendil du site web Jeuxvideo.com ou Richard Mitchell et l'équipe du site web Engadget, qui voient dans les modifications apportées au gameplay des innovations donnant naissance à un jeu de qualité, souvent négligé,,.

### Particularités et influence sur la série
Zelda II: The Adventure of Link est un action-RPG qui diffère des autres jeux de la série The Legend of Zelda. Par la suite, la série adopte son style définitif dans son gameplay avec l'épisode suivant, A Link to the Past, qui reprend les bases posées par le premier opus, notamment la carte du monde en vue de dessus. La vue à défilement latéral est abandonnée de la série principale, mais réapparaît cependant dans Link's Awakening en 1993, dans lequel les tunnels et les grottes se jouent de profil. Les deux premiers des jeux dérivés de la série The Legend of Zelda sur CD-i développés par Animation Magic et édités par Philips, Link: The Faces of Evil et Zelda: The Wand of Gamelon, alternent les séquences animées et les phases de jeu en défilement horizontal identiques à celles de Zelda II,.
Zelda II intègre quelques particularités : c'est le seul jeu de la série dont le titre ne comporte pas la mention « The Legend of Zelda » mais uniquement « Zelda ». Le co-réalisateur Sugiyama dévoile en 2016 qu'il aurait pu simplement s'appeler Adventure of Link, car le jeu est déjà considéré comme un épisode annexe, et c'est seulement à la fin du processus de développement que le préfixe Zelda II est rajouté et que la décision de le publier en tant que suite directe du premier épisode est prise. C'est aussi le seul jeu à comporter un système de nombre de vies et un item qui rapporte une vie supplémentaire.
Certains marqueurs du jeu de rôle introduits dans Zelda II ne sont pas repris par la suite dans la série, notamment le système d'expérience qui augmente la vie ou l'attaque,. Néanmoins, des éléments sont conservés : par exemple, c'est l'une des premières fois dans un jeu vidéo que les villages ont un semblant de vie réelle, que les habitants ont leurs propres occupations, ou qu'ils jouent un rôle majeur dans la quête principale. C'est également le premier épisode de la série à intégrer des quêtes secondaires,,. En termes de game design, Zelda II lègue un concept important à la série. Si The Legend of Zelda livre 98 % de sa carte en monde ouvert dès le début de l'aventure, il n'en est pas de même avec sa suite. Zelda II ne propose que 17 % des étendues au départ, qui comme dans les suites de la série, se débloquent progressivement en fonction des avancées dans le jeu et des objets obtenus
Zelda II est le premier épisode de la série dans lequel apparaissent les bottes, le marteau, la magie, Dark Link et la Triforce du Courage. Les noms de villages figurant dans Zelda II sont réutilisés comme noms de personnages dans Ocarina of Time.
Si le réalisateur Sugiyama ne dirige plus aucun jeu de la série, même s'il est parfois cité dans l'équipe de développement de certains opus, il réalise cependant Pilotwings et Super Mario Kart (avec Hideki Konno), ou les épisodes de la série F-Zero et produit des jeux comme Wii Fit et un jeu de la série Star Fox. L'un des programmeurs, nommé Kazuaki Morita, devient l'une des figures-clefs de la série. Yoichi Yamada devient par la suite réalisateur assistant d'un très grand nombre des plus gros succès de la série. C'est par la suite l'une des personnes les plus impliquées dans les jeux Zelda, au même titre qu'Eiji Aonuma.
Dans le cadre du développement de The Legend of Zelda: Ocarina of Time dont il est le coréalisateur, Yoshiaki Koizumi, qui apprécie particulièrement Zelda II, tente d'en réaliser une version en polygones sur la Super Famicom, en collaboration avec Miyamoto. Cette version, qui représente Link en fil de fer dans une vue latérale, basée sur le chanbara, un genre cinématographique japonais de bataille de sabre, ne voit jamais le jour, mais sert d'inspiration pour les combats à l'épée d'Ocarina of Time,. De plus, devant les limitations techniques de la Nintendo 64, Miyamoto songe à limiter Ocarina of Time au château de Ganon, qui relierait les différents mondes comme dans Super Mario 64, ce qui donnerait d'après lui « la même chose que Zelda II ».

### I am Error
« I am Error » est une citation issue du jeu Zelda II: The Adventure of Link devenue un mème Internet. Cette phrase est prononcée par un personnage non-joueur du nom d'Error, habitant dans la ville fictionnelle de Ruto, située dans le royaume d'Hyrule. Le mythe populaire considère cette citation comme une erreur de traduction, bien que le traducteur de jeu vidéo Clyde Mandelin remarque que dans la version japonaise, le personnage porte le même nom et qu'un autre personnage porte le nom de Bagu, une mauvaise traduction de bug en japonais, causée par la manière dont le mot est phonétiquement écrit. La citation est reprise dans différents jeux ou médias comme Super Paper Mario, The Binding of Isaac, et Guacamelee!. La citation, et par extension le personnage, sont considérés par la presse spécialisée, dont GamesRadar+, GameSpot, ou Official Nintendo Magazine, comme des éléments d'un jeu vidéo les plus connus et comme un mème Internet,,,. Les sites web comme IGN ou GameSpot considèrent la citation comme l'une des plus mauvaises traductions de l'histoire du jeu vidéo,.

### Adaptation
En 1989, une série télévisée d'animation composée de treize épisodes est adaptée de Zelda II (ainsi que The Legend of Zelda). D'une qualité moyenne, ce dessin animé ne connait pas le succès, notamment à cause du design, de l'animation, du scénario de qualité médiocre, et de la personnalité trop affirmée de Link, différente de celle des jeux,,.
En août 1989, Nintendo commercialise un jeu électronique dans la série des Game & Watch, largement inspiré du système de jeu de Zelda II. Intitulé Zelda (The Zelda dans la notice, ZL-65), ce Multiscreen met en scène Link affrontant des ennemis comme des Stalfos, et un Moblin, puis dans un combat final, il lutte contre un dragon. Comme dans The Legend of Zelda, le joueur peut effectuer une seconde quête après une victoire. Le jeu reçoit de bonnes critiques, mais la facilité de son gameplay est soulevée,,,,,,,.

### Remakeet inspiration
Le thème musical des donjons est réutilisé comme thème principal d'un niveau de Super Smash Bros. Melee en 2001, puis dans tous les épisodes suivants de la série Super Smash Bros..
En 2010, un fan du jeu recrée Zelda II: The Adventure of Link en 3D avec le moteur de jeu Unity. Intitulé Zelda II FPS, le jeu se déroule dans une vue à la première personne, et est très fidèle à l'original,.
En mars 2016, l'émulateur 3dSen emulator, qui fonctionne sur le navigateur web Firefox, permet de jouer à certains jeux de la ludothèque NES en modifiant les graphismes, et inclut Zelda II. L'émulateur en version bêta permet d'ajouter de la profondeur à certains champs dans le jeu et d'afficher ce dernier sous forme d'un diorama,.
Zelda II est le premier jeu combinant à un degré important le jeu vidéo de rôle et le jeu de plates-formes. En 2012, Adventure Time: Hey Ice King! Why'd You Steal Our Garbage?!! qui sort sur Nintendo DS et 3DS, est inspiré du système de jeu de Zelda II, avec une carte du monde et un changement de vue en défilement horizontal. Pendleton Ward, l'un de ses créateurs, déclare dans une interview donnée au site web IGN qu'« il y a beaucoup de Zelda dans ce jeu ».

## Note
1. ↑  La date de sortie du jeu en Europe est variable selon les pays en raison de méthodes de distribution différentes et propres à chaque pays[69],[4].